# 롤란트 프라이슬러
롤란트 프라이슬러(독일어: Roland Freisler, 1893년 10월 30일~1945년 2월 3일)는 나치 독일의 법학자이자 법관, 정치인으로 1934년부터 1942년까지 제국 법무차관을 지냈으며 1942년부터 1945년까지 인민법정 법원장을 지냈다. 별명은 '피의 판사(Blutrichter)'였다.
프라이슬러는 열성적인 나치즘 사상가로 판사로서 독일 법체계의 나치화에 영향을 미쳤으며 홀로코스트를 논의한 반제 회담에도 참석했다. 1942년에 인민법정의 법원장으로 임명돼 주요 정치범 사건들을 처리하는 과정에서 그의 공격적인 인성과 피고를 모욕하는 태도, 잦은 사형 선고로 악명을 떨쳤다.
독일 연방공화국 정부의 수립과 함께 사형은 폐지됐으나, 프라이슬러가 1941년에 내린 살인의 정의는 오늘날에도 독일 형법 각칙 제16장 제211절로 남아있다.

## 젊은 시절
프라이슬러는 1893년 10월 30일에 독일 제국 니더작센 주 첼레에서 교사이자 기술자였던 아버지 율리우스 프라이슬러와 어머니 하를로테 아우구스테 플로렌티네 슈베르트페거 사이에서 태어났다. 1893년 12월 13일에 개신교 세례를 받았다. 동생으로는 오스발트 프라이슬러가 있었다.

## 제1차 세계 대전 시기
법과대학을 다니던 프라이슬러는 1914년에 제1차 세계 대전이 일어나자 학업을 중단했다. 1914년에 사관후보생으로 입대한 뒤 독일 육군에서 복무했으며, 1915년에 중위로 진급했다. 전방의 제22사단에서 복무하는 동안 전장에서 보여준 용맹함으로 철십자 2급과 1급을 받았다. 1915년 10월에 동부 전선에서 러시아 제국군과 싸우다가 부상을 입고 포로로 잡혔다.
프라이슬러는 포로 생활을 하며 러시아어를 배웠고 러시아 혁명이 일어난 뒤에는 마르크스주의에 관심을 가졌다. 그가 있었던 포로 수용소를 관리했던 볼셰비키 임시 당국은 프라이슬러를 정치 위원으로 임명하고 1917년부터 1918년까지 수용소의 식량 공급을 관리하게 했다.

## 국가사회주의 독일 노동자당 입당
프라이슬러는 1919년에 독일로 돌아와 예나 대학교에서 법학을 공부해 1922년에 법학박사 학위를 받았다. 1924년부터 카셀에서 변호사로 일했으며 국수주의 분리파 정당이었던 국민사회블록(Völkisch-Sozialer Block) 소속으로 시의회 의원으로 뽑혔다. 1925년 7월에 국가사회주의 독일 노동자당(나치당)에 당원 번호 9679번으로 가입했고, 곧 법계에 종사했던 경험을 바탕으로 정치 폭력 행위로 기소됐던 당원들을 변호하며 당 내에서 권세를 얻었다. 1920년대에는 당의 좌익 조직에 속했다. 그 뒤 당이 맥주홀 정치 모임에서 정당 수준으로 발전하자 프라이슬러는 프로이센 의회 의원으로 뽑혔고 이후엔 국가의회 의원이 됐다. 1928년 3월 24일에는 마리온 루세거와 결혼했다. 아들로 하랄트와 롤란트 프라이슬러를 두었다.
1927년에 프라이슬러와 함께 나치당원이자 프로이센 의회 의원이었던 카를 바인리히는 1920년대 후반에 빠르게 커져가는 나치당에서의 그의 명성을 다음과 같이 설명했다.
| “ | 수사적으로 프라이슬러는 우리의 최고의 대변인이나 마찬가지다. 그는 특히 대규모 집회에서 영향력을 가지고 있으나 뜻있는 사람들은 대개 그를 거부한다. 프라이슬러 당원 동지는 오로지 대변인으로만 유용하고, 믿을 수 없고 성미가 까다로우니 권한이 있는 어떠한 자리에도 어울리지 않는다. | ” |

## 나치 독일 시기
1933년 2월에 아돌프 히틀러가 권력을 잡자 프라이슬러는 프로이센 법무부 국장으로 임명됐다. 1933년부터 1934년까지 프로이센 법무부 차관을, 1934년부터 1942년까지 제국 법무차관을 지냈다.
프라이슬러는 열성 나치즘 사상가였으며 그의 법률 기술을 사법 제도와 입법 과정에 나치즘을 적용시키는 데 썼다. 프라이슬러는 자신의 논문 「미성년 형법 개혁에서의 인종, 생물학적 과업(Die rassebiologische Aufgabe bei der Neugestaltung des Jugendstrafrechts)」에서 외국인 청소년과 인종적으로 열등한 청소년, 인종적으로 구제 불능이거나 심각하게 결함이 있는 청소년들은 소년원이나 감화교육원으로 보내야 하고 독일인 및 인종적으로 우수한 이들과는 분리시켜야 한다고 주장했다.
프라이슬러는 인종 오염을 처벌하는 법의 제정을 강력히 옹호했다. 그는 독일 안의 유대인을 대상으로 하는 법안을 만드는 데 미국의 인종 차별적인 법들을 참고했다. 그는 미국의 짐크로 법이 흑인을 법적으로 정의하지 못한 초기 단계의 법이라고 생각했다. 그렇지만 그는 미국 판사들은 흑인과 백인 사이에서의 혼혈 출산을 금지하는 주의 법률로 누가 흑인인지 판단할 수 있다고 주장했고, 이와 비슷하게 독일 법도 유대인을 대상으로 삼을 수 있다고 주장했다. 그는 '유대인'이라는 용어를 법률상 정밀하게 정의하지 않아도 된다고 했지만, 일부 보수적인 나치 법률가들은 누구를 유대인으로 정의할 것인지를 정밀하게 정의하지 않은 데에 반대했다.
1939년 10월에 프라이슬러는 미성년 흉악범 처벌법에서 '조숙한 미성년 범죄'의 개념을 도입했다. 1933년부터 1945년 사이에 독일 법원에서는 적어도 72명의 미성년자들에게 사형을 선고했으며, 이 가운데에는 1942년에 전쟁을 반대하는 전단을 배포한 죄로 대역죄를 선고받은 17살의 헬무트 휘베너도 있었다.
1930년대 후반에 소련에서 대숙청이 벌어질 때 프라이슬러는 모스크바 재판을 참관하러 갔는데, 그는 이후에 소련과 협력했다는 어떠한 암시도 부정했다. 그러나 그가 독일에서 일하는 동안 그가 '소련과 협력한 정치 위원'이라는 소문이 퍼졌다.
1942년 1월 20일에 프라이슬러는 법무부 장관 프란츠 슐레겔베르거를 대신해 반제 회담에 참석했다.

## 인민법정 법원장 시기

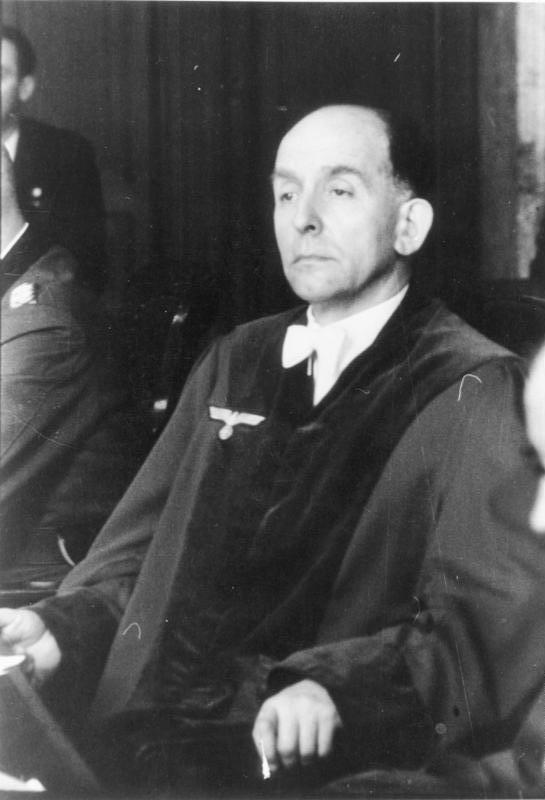
롤란트 프라이슬러(1944년)

1942년 8월 20일에 히틀러는 인민법원 법원장이었던 오토 게오르크 티라크를 법무부 장관으로 임명했고, 프라이슬러를 후임 인민법정 법원장으로 임명했다. 인민법정은 암시장 행위와 태업, 패배주의 등 광범위한 정치적 공격행위를 다루었는데, 프라이슬러는 이러한 행위들을 방위력 붕괴 행위로 보고 엄한 판결을 내렸으며 사형도 많이 선고했다. 프라이슬러가 법원장으로 재직하는 동안 사형 선고 횟수는 급격하게 늘어났다. 피고의 약 90%가 프라이슬러로부터 유죄 판결을 받았다. 그는 1942년부터 1945년까지 5,000여 건이 넘는 사형 판결을 내렸다.
이 시기에 프라이슬러는 피고들을 질책하며 악명을 떨쳤다. 그는 그가 원하는 대로 부적절한 방법으로 피고들을 질책했고 특히 나치 독일의 권위에 저항하는 피고들에게는 때로는 고함을 지르기도 했다. 그는 거친 언행으로 악명 높고 소련의 대숙청 시기에 검찰총장을 지낸 안드레이 비신스키에게 관심을 가졌다고 알려져 있는데, 프라이슬러는 1938년에 모스크바에서 비신스키의 행동을 본 바 있다.
1944년 8월에 7·20 음모의 연류자들이 인민법정에 출석했고, 프라이슬러가 어떻게 재판을 이끌었는지 영상으로 녹화됐다. 그는 피고들에게 기소된 죄목을 입증하기 위해 지적인 질문을 던지다가 의자에서 일어나 격분한 상태에서 고함을 치며 언어, 심리적으로 희롱했다. 야전원수 에르빈 폰 비츨레벤이 크고 낡은 옷을 입어 바지를 위로 올리려 하자 "이 더러운 늙은이, 왜 계속 바지를 만지작거리나?"라고 꾸짖었다. 울리히 빌헬름 그라프 슈베린 폰 슈바넨펠트에게는 과장된 연극조로 "당신은 몹시 형편없는 쓰레기 덩어리군!(Sie sind ja ein schäbiger Lump!)"이라고 소리쳤다. 피고 대부분이 교수형 판결을 받았고 일부는 재판이 있은지 2시간만에 사형이 집행됐다.

## 사망
1945년 2월 3일 아침 프라이슬러는 인민법정의 토요일 재판을 진행하고 있었다. 중령 로버트 로젠탈이 이끄는 미국 육군 항공대 소속 보잉 B-17 플라잉 포트리스가 베를린을 폭격했고, 인민법정과 국가수상부, 게슈타포 본부 등의 건물이 공습의 피해를 받았다. 공습 경보를 들은 프라이슬러는 서둘러 휴정을 선언하고 죄수들을 방공호로 보내라고 명령했다. 프라이슬러는 떠나기 전 서류를 정리하고 있었는데, 오전 11시 8분에 폭탄이 인민법정에 떨어졌고 부분적인 내부 붕괴를 일으켰다. 프라이슬러는 무너진 석조 기둥에 깔려 죽었다. 그의 시신은 서류를 쥔 채 돌무더기 사이에 있었다. 그가 정리하던 서류 가운데에는 7·20 음모에 연류돼 그날 처형을 앞두고 있던 파비안 폰 슐라브렌도르프도 있었는데, 그는 뒷날 연방헌법법원 재판관을 지냈다.
한 외신 기자는 분명히 아무도 그의 죽음을 애석하게 여기지 않고 있다고 보도했고, 알프레트 요들의 아내였던 루이제 폰 벤다는 뤼초프 병원에서 일하는 동안 프라이슬러의 시신이 들어왔을 때 누군가가 '이것은 신의 판결이다'라고 말했고, 어느 누구도 대꾸하지 않았다고 25년 뒤에 말했다. 그의 시신은 베를린의 공동묘지에 그의 아내의 가족들과 함께 묻혔고, 비석에는 이름이 적혀있지 않다.

## 문화 속의 프라이슬러
프라이슬러는 한스 팔라다의 소설 『누구나 홀로 죽는다』에 등장한다.
로버트 해리스의 대체 역사 소설 『당신들의 조국』에서 프라이슬러는 1954년 겨울까지 산 것으로 나온다. 그는 인민법정 앞 계단에서 한 미치광이가 찌른 칼에 맞아 죽는데, 그의 죽음은 사실 게슈타포가 반제 회담과 홀로코스트를 비밀로 부치고자 사주한 것이라는 암시가 나온다.
프라이슬러는 적어도 여섯 번 스크린에서 묘사됐다. 1984년 TV 영화 《반제 회담》에서는 라이너 슈테펜이 분했고, 1989년 드라마 영화 《재회》에서는 롤란트 섀퍼가, 1997년 TV 영화 《히틀러에 맞선 증인》에서는 브라이언 콕스가, 2001년 영화 《컨스피러시》에서는 오웬 틸이, 2005년 영화 《소피 숄의 마지막 날들》에서는 안드레 헤니케가, 2008년 영화 《작전명 발키리》에서는 헬무트 슈타우스가 분했다.

## 같이 보기
- 캥거루 재판
- 한스 프랑크
- 카를 슈미트